# Pseudocladotoma maculata
Pseudocladotoma maculata is een keversoort uit de familie Ptilodactylidae. De wetenschappelijke naam van de soort is voor het eerst geldig gepubliceerd in 1918 door Pic.